# Jens J. Kjærgaard
Jens Jørgen Kjærgaard (16. november 1933 - 2. maj 2020) var en dansk journalist, der bliver regnet for "pionererne inden for videnskabsjournalistikken."
Kjærgaard blev udlært hos A-Pressen. Han arbejdede herefter hos Ritzaus Bureau før han i 1978 blev ansat på Berlingske, hvor han arbejdede frem til han gik på pension i 2000. Her skrev han om naturvidenskab, og særligt verdensrummet og ny teknologi var i hans interesse.
Han var formand for Danske Videnskabsjournalister i perioden 1979-1996. Han var desuden vicepræsident i EUSJA (European Union of Science Journalists Associations), og han sad desuden i Experimentariums præsidium.
Han modtog  H.C. Ørsted Medaljen i sølv i 1990, og samme år modtog han også Tycho Brahe Medaljen, som bliver uddelt at Bodil Pedersen Fonden til personer, der har "ydet en særlig indsats for at udbrede kendskabet til astronomien og verdensrummet". I 2012 modtog han Karen Voigts Mindelegat på 30.000 kr.